# Limpok
Limpok is een bestuurslaag in het regentschap Aceh Besar van de provincie Atjeh, Indonesië. Limpok telt 1307 inwoners (volkstelling 2010).